# DEGS2
DEGS2 (англ. Delta 4-desaturase, sphingolipid 2) – білок, який кодується однойменним геном, розташованим у людей на короткому плечі 14-ї хромосоми. Довжина поліпептидного ланцюга білка становить 323 амінокислот, а молекулярна маса — 37 197.
| 10         |  | 20         |  | 30         |  | 40         |  | 50         |
| ---------- |  | ---------- |  | ---------- |  | ---------- |  | ---------- |
| MGNSASRSDF |  | EWVYTDQPHT |  | QRRKEILAKY |  | PAIKALMRPD |  | PRLKWAVLVL |
| VLVQMLACWL |  | VRGLAWRWLL |  | FWAYAFGGCV |  | NHSLTLAIHD |  | ISHNAAFGTG |
| RAARNRWLAV |  | FANLPVGVPY |  | AASFKKYHVD |  | HHRYLGGDGL |  | DVDVPTRLEG |
| WFFCTPARKL |  | LWLVLQPFFY |  | SLRPLCVHPK |  | AVTRMEVLNT |  | LVQLAADLAI |
| FALWGLKPVV |  | YLLASSFLGL |  | GLHPISGHFV |  | AEHYMFLKGH |  | ETYSYYGPLN |
| WITFNVGYHV |  | EHHDFPSIPG |  | YNLPLVRKIA |  | PEYYDHLPQH |  | HSWVKVLWDF |
| VFEDSLGPYA |  | RVKRVYRLAK |  | DGL        |  |            |  |            |

A: Аланін

C: Цистеїн

D: Аспарагінова кислота

E: Глутамінова кислота

F: Фенілаланін

G: Гліцин

H: Гістидин

I: Ізолейцин

K: Лізин

L: Лейцин

M: Метіонін

N: Аспарагін

P: Пролін

Q: Глутамін

R: Аргінін

S: Серин

T: Треонін

V: Валін

W: Триптофан

Кодований геном білок за функцією належить до оксидоредуктаз. 
Задіяний у таких біологічних процесах, як метаболізм ліпідів, біосинтез ліпідів. 
Локалізований у мембрані, ендоплазматичному ретикулумі.